# Liste der Orgeln in Chemnitz
In der Liste der Orgeln in Chemnitz sind die erhaltenen historischen Pfeifenorgeln sowie Orgelneubauten in Chemnitz erfasst. Die Liste ergänzt den Hauptartikel Orgellandschaft Sachsen, wo sich weitere Literatur findet.

## Orgelliste
Die erste Spalte zeigt den Ort (Stadt, Stadtteil, Gemeinde bzw. Ortsteil) an. Die zweite Spalte gibt das jeweilige Gebäude (Kirche) an, in der sich die Orgel befindet. In der vierten Spalte sind der Erbauer der Orgel (und die Opuszahl des Werks) angeführt. In der sechsten Spalte bezeichnet die römische Zahl die Anzahl der Manuale, ein großes „P“ ein selbstständiges Pedal. Die arabische Zahl gibt die Anzahl der klingenden Register an. Die letzte Spalte bietet Angaben zum Erhaltungszustand sowie Links mit weiterführender Information.
| Stadtteil                               | Gebäude                                                   | Bild | Orgelbauer                                              | Jahr    | Manuale | Register       | Bemerkungen |
| --------------------------------------- | --------------------------------------------------------- | ---- | ------------------------------------------------------- | ------- | ------- | -------------- | --- |
| Chemnitzer Innenstadt                   |                                                           |      |                                                         |         |         |                | |
| Chemnitz-Zentrum                        | Petrikirche Chemnitz (Lage)                               |      | Ladegast, Weißenfels                                    | 1888    | III/P   | 57             | Orgel mit 3902 Pfeifen, 1913 Umbau durch die F. Jehmlich (Dresden) → Orgel bzw. hier sowie eine Truhenorgel                          |
| Chemnitz-Zentrum                        | Stadthalle Chemnitz (Lage)                                |      | Jehmlich, Dresden                                       | 1975/76 | IV/P    | 67             | Orgel 5536 Pfeifen → Orgel bzw. hier                                                                                                 |
| Chemnitz-Zentrum                        | Jakobikirche Chemnitz (Lage)                              |      | W. Rühle & Sohn, Moritzburg                             | 2005    | I/P     | 12             | → Orgel |
| Chemnitz-Zentrum                        | Johanniskirche Chemnitz (Lage)                            |      | Jehmlich, Dresden                                       | 1913    | III/P   | 44             | urspr. Silbermann-Orgel wurde 1879 in die Dorfkirche Auligk und 1957 in die Kilianskirche Bad Lausick umgesetzt → Orgel              |
| Chemnitz-Zentrum                        | Katholisch-Apostolische Kirche Chemnitz (Lage)            |      | Jehmlich, Dresden                                       | 1982    | II/P    | 21             | → Orgel |
| Chemnitz-Zentrum                        | Georgius-Agricola-Gymnasium Chemnitz, Aula (Lage)         |      | Jehmlich, Dresden                                       | 1929    | II/P    | 18             | ohne Prospekt, 2000/01 rekonstruiert                                                                                                 |
| Chemnitz-Schloßchemnitz                 | Schloßkirche Chemnitz St. Marien (Lage)                   |      | Vleugels, Hardheim, Opus 390                            | 2006    | III/P   | 48             | → Orgel bzw. hier |
| Chemnitz-Bernsdorf                      | Krematorium, Feierhalle                                   |      | Jehmlich Orgelbau Dresden GmbH, op.1117                 | 1995    | II/P    | 17             | → Orgel |
| Chemnitz-Kaßberg                        | Propsteikirche St. Johannes Nepomuk Chemnitz (Lage)       |      | Jehmlich, Dresden, Opus 852                             | 1968    | II/P    | 20             | Orgel mit 1438 Pfeifen |
| Chemnitz-Kaßberg                        | Kreuzkirche Chemnitz (Lage)                               |      | Hermann Eule, Bautzen, Opus 594                         | 1993    | II/P    | 37             | → Orgel sowie eine Truhenorgel |
| Chemnitz-Kaßberg                        | Friedenskirche Chemnitz (Lage)                            |      | Jehmlich, Dresden, Opus 631                             | 1944    | II/P    | 17             | 2003 restauriert → Orgel bzw. hier                                                                                                   |
| Chemnitz-Kaßberg                        | Altlutherische Dreieinigkeitskirche Chemnitz (Lage)       |      | Schüssler Orgelbau                                      | 1986    |         |                | → Orgel |
| Chemnitz-Lutherviertel                  | Lutherkirche Chemnitz (Lage)                              |      | W. Sauer, Frankfurt (Oder)                              | 1908    | III/P   | 50             | Orgel mit über 3000 Pfeifen, 2007 durch Christian Scheffler restauriert → Orgel bzw. hier sowie ein Orgelpositiv in der Winterkirche |
| Chemnitz-Lutherviertel                  | Adventhaus der Siebenten-Tags-Adventisten Chemnitz (Lage) |      | Jehmlich, Dresden, Opus 693                             | 1954    | II/P    | 12             | [ 3 ] |
| Chemnitz-Sonnenberg                     | St. Joseph Chemnitz (Lage)                                |      | Alfred Schmeisser, Rochlitz                             | 1936    | II/P    | 24             | restauriert 2021 → Orgel |
| Chemnitz-Sonnenberg                     | Markuskirche Chemnitz (Lage)                              |      | Jehmlich, Dresden                                       | 1895    | III/P   | 47             | → Orgel sowie ein Orgelpositiv (Jehmlich, 1982)                                                                                      |
| Chemnitzer Vorstädte und Vororte        |                                                           |      |                                                         |         |         |                | |
| Chemnitz-Gablenz                        | St. Andreas Gablenz (Lage)                                |      | Schuster & Sohn, Zittau                                 | 1997    | III/P   | 40             | Orgel mit 2700 Pfeifen → Orgel bzw. hier                                                                                             |
| Chemnitz-Gablenz                        | St. Andreas Gablenz, Kirchsaal (Lage)                     |      | Jehmlich, Dresden                                       | 1938    | I/P     | 10             | [ 6 ] |
| Chemnitz-Hilbersdorf                    | Trinitatiskirche Hilbersdorf (Lage)                       |      | Jehmlich, Dresden, Opus 1122                            | 1996    | II/P    | 26             | → Orgel bzw. hier |
| Chemnitz-Hilbersdorf                    | Erlöserkirche Hilbersdorf (Lage)                          |      | W. Sauer, Frankfurt (Oder)                              | 1987    | I/P     |                | → Orgel |
| Chemnitz-Ebersdorf                      | Stiftskirche Ebersdorf (Lage)                             |      | Jehmlich Orgelbau Dresden                               | 2010    | II/P    | 15             | → Orgel |
| Chemnitz-Adelsberg                      | Kirche Adelsberg (Lage)                                   |      | Johann Gottlob Mende                                    | 1839    | I/P     | 11             | 2016 saniert → Orgel |
| Chemnitz-Reichenhain                    | Christuskirche Reichenhain (Lage)                         |      | Reinhard Schmeisser, Rochlitz                           | 1957    | II/P    | 13             | → Orgel |
| Chemnitz-Harthau                        | Lutherkirche Harthau (Lage)                               |      | Jehmlich, Dresden                                       | 1908    | II/P    | 36             | [ 6 ] [ 11 ] |
| Chemnitz-Altchemnitz                    | Michaeliskirche Altchemnitz (Lage)                        |      | Jehmlich, Dresden                                       | 1974    | II/P    | 18             | → Orgel |
| Chemnitz-Helbersdorf                    | Ev.-reformierte Kirche Chemnitz (Lage)                    |      | Georg Wünning, Großolbersdorf                           | 2002    | I       | 4              | → Orgel |
| Chemnitz-Kappel                         | St. Nikolai Kappel, Friedhofskapelle (Lage)               |      | Jehmlich, Dresden                                       | 1964    | II/P    | 16             | [ 6 ] |
| Chemnitz-Kappel                         | St. Thomas Kappel, Gemeindesaal (Lage)                    |      | Jehmlich, Dresden                                       | 1971    | II/P    | 9              | [ 6 ] |
| Chemnitz-Stelzendorf                    | St. Franziskus Stelzendorf (Lage)                         |      | Jehmlich, Dresden                                       | 1959    | II/P    | 13             | → Orgel |
| Chemnitz-Stelzendorf                    | Kapelle Stelzendorf (Lage)                                |      | W. Sauer, Frankfurt (Oder)                              | 1975    |         |                | [ 6 ] |
| Chemnitz-Schönau                        | Lutherkirche Schönau (Lage)                               |      | Urban Kreutzbach, Borna                                 | 1888    | II/P    | 21             | [ 6 ] |
| Chemnitz-Altendorf                      | Matthäuskirche Altendorf (Lage)                           |      | Jehmlich, Dresden                                       | 1885    | II/P    | 26             | Orgel mit 1620 Pfeifen, 1956 und 2006 restauriert                                                                                    |
| Chemnitz-Altendorf                      | St. Matthäus Altendorf, Gemeindesaal (Lage)               |      | Jehmlich, Dresden                                       | 1976    | I/P     | 6              | [ 6 ] |
| Chemnitz-Altendorf                      | Kirche im Rehabilitationszentrum Altendorf (Lage)         |      | Jehmlich, Dresden                                       | 1905    |         |                | [ 13 ] |
| Chemnitz-Borna                          | Gnadenkirche Borna (Lage)                                 |      | Jehmlich, Dresden                                       | 1957    | II/P    | 21             | → Orgel |
| Chemnitz-Glösa                          | St. Jodokus Glösa (Lage)                                  |      | Johannes Jahn, Dresden                                  | 1929    | II/P    | 20             | seit 1958 in Glösa → Orgel |
| Chemnitz-Reichenbrand                   | Johanneskirche Reichenbrand (Lage)                        |      | Jehmlich, Dresden, Opus 565                             | 1938    | III/P   | 48             | Jehmlich-Orgel im Gehäuse von Carl Gottlieb Jehmlich (1837) → Orgel                                                                  |
| Chemnitz-Rabenstein                     | St. Georg Niederrabenstein (Lage)                         |      | Hermann Eule, Bautzen, Opus 173                         | 1929    | II/P    | 33             | → Orgel |
| Nach Chemnitz eingemeindete Ortschaften |                                                           |      |                                                         |         |         |                | |
| \| Chemnitz-Einsiedel \|                | St. Jacobi Einsiedel                                      |      | Jehmlich, Gotthelf Friedrich und Johann Gotthold Opus 5 | 1827    | II/P    | 23(vormals 21) | Orgel 1945 Kriegsverlust Orgel |
| Chemnitz-Einsiedel                      | St. Jacobi Einsiedel (Lage)                               |      | Hermann Eule, Bautzen                                   | 1977    | II/P    | 19             | sowie ein Orgelpositiv in der FriedhofskapelleOrgel in St. Jacobi Einsiedel                                                          |
| Chemnitz-Einsiedel, OT Berbisdorf       | Kirche Berbisdorf (Lage)                                  |      | Bruno Kircheisen                                        | 1894    | II/P    | 16             | [ 6 ] |
| Chemnitz-Euba                           | Kirche Euba (Lage)                                        |      | Johann Christoph Oesterreich, Opus 222                  | 1744    | II/P    | 14             | [ 6 ] [ 15 ] |
| Chemnitz-Grüna                          | Kreuzkirche Grüna (Lage)                                  |      | Kreutzbach, Borna                                       | 1894    | II/P    | 31             | [ 6 ] |
| Chemnitz-Klaffenbach                    | Kreuzkirche Klaffenbach (Lage)                            |      | Hermann Eule, Bautzen, Opus 131                         | 1911    | II/P    | 22             | [ 6 ] |
| Chemnitz-Kleinolbersdorf                | Kirche Kleinolbersdorf (Lage)                             |      | unbekannt                                               | 1693    | I/P     | 11             | eine der ältesten Orgeln in Sachsen, seit 1797 in Kleinolbersdorf, 2003 von der Fa. Eule restauriert                                 |
| Chemnitz-Mittelbach                     | Peter-Pauls-Kirche Mittelbach (Lage)                      |      | Hermann Eule, Bautzen, Opus 219                         | 1949    | II/P    | 13             | [ 6 ] |
| Chemnitz-Röhrsdorf                      | Kirche Röhrsdorf (Lage)                                   |      | Schmeisser, Rochlitz                                    | 1928    | II/P    | 22             | Ersatz für die Mende-Orgel (1832) |
| Chemnitz-Wittgensdorf                   | Dorfkirche Wittgensdorf (Lage)                            |      | Jehmlich, Dresden, Opus 387                             | 1921    | III/P   | 30             | → Orgel |
| Chemnitz-Einsiedel                      |                                                           |      |                                                         |         |         |                | |